# فيليكس بونس
فيليكس بونس (بالإسبانية: Félix Pons)‏ هو محامي وبروفيسور وسياسي إسباني، ولد في 14 سبتمبر 1942 في إسبانيا، وتوفي في 2 يوليو 2010 في إسبانيا. حزبياً، نشط في Socialist Party of the Balearic Islands ‏.

## مناصب
- في الانتخابات العامة الإسبانية 1977 [الإنجليزية]‏، انتخب عضو مجلس النواب الإسباني  [لغات أخرى]‏ عن دائرة جزر البليار [الإنجليزية]‏ خلال فترته النيابية  [لغات أخرى]‏ (2 يوليو 1977 – 2 يناير 1979).
- في الانتخابات العمومية الإسبانية 1993 [الإنجليزية]‏، انتخب عضو مجلس النواب الإسباني  [لغات أخرى]‏ عن دائرة جزر البليار [الإنجليزية]‏ خلال فترته النيابية  [لغات أخرى]‏ (22 يونيو 1993 – 27 مارس 1996).
- في الانتخابات العامة الإسبانية 1989 [الإنجليزية]‏، انتخب عضو مجلس النواب الإسباني  [لغات أخرى]‏ عن دائرة جزر البليار [الإنجليزية]‏ خلال فترته النيابية  [لغات أخرى]‏ (7 نوفمبر 1989 – 29 يونيو 1993).
- في الانتخابات العمومية الإسبانية 1986 [الإنجليزية]‏، انتخب عضو مجلس النواب الإسباني  [لغات أخرى]‏ عن دائرة جزر البليار [الإنجليزية]‏ خلال فترته النيابية  [لغات أخرى]‏ (7 يوليو 1986 – 21 نوفمبر 1989).
- في الانتخابات العمومية الإسبانية 1979 [الإنجليزية]‏، انتخب عضو مجلس النواب الإسباني  [لغات أخرى]‏ عن دائرة جزر البليار [الإنجليزية]‏ خلال فترته النيابية  [لغات أخرى]‏ (15 مارس 1979 – 18 نوفمبر 1982).
- انتخب minister of territorial administration  [لغات أخرى]‏.